# Jons
Jons ist eine französische Gemeinde mit 1.594 Einwohnern (Stand 1. Januar 2022) im Département Rhône in der Region Auvergne-Rhône-Alpes.

## Geografie
Die Gemeinde liegt an der Rhône, die sich hier in die Kanäle Canal de Miribel und Canal de Jonage aufsplittet. Die grenzt an die Départements Isère und Ain und besteht aus den vier Ortsteilen Bianne, Église, Bourdeau und Mure.

## Geschichte
Das zunächst zum Département Isère gehörende Dorf wurde 1968 ins Département Rhône eingegliedert. Seit 1988 existiert ein offiziell anerkanntes Wappen.

## Bevölkerungsentwicklung
| Jahr                       | 1962 | 1968 | 1975 | 1982 | 1990 | 1999 | 2010 |
| Einwohner                  | 311  | 385  | 528  | 663  | 1001 | 1094 | 1295 |
| Quellen: Cassini und INSEE |      |      |      |      |      |      |      |